# Nagia evanescens
Nagia evanescens là một loài bướm đêm trong họ Noctuidae.